# Tetanolita nolualis
Tetanolita nolualis là một loài bướm đêm trong họ Noctuidae.